# Nationalisme britannique

L'Union Jack, en plus d'être le drapeau du Royaume-Uni, est également un symbole commun utilisé par les nationalistes britanniques.

Le nationalisme britannique affirme que les Britanniques constituent une nation et promeut l'unité culturelle des Britanniques, dans une définition de la britannicité qui peut inclure les personnes d'origine anglaise, écossaise, galloise et nord-irlandaise. Le nationalisme britannique est étroitement associé à l'unionisme britannique, qui cherche à maintenir l'union politique qu'est le Royaume-Uni, ou à renforcer les liens entre les pays du Royaume-Uni.

## Histoire
L'identité unificatrice du nationalisme britannique provient des anciens Britanniques qui vivaient sur l'île de Grande-Bretagne. Le nationalisme britannique s'est développé pour inclure des personnes en dehors de la Grande-Bretagne, en Irlande, en raison de la loi de 1542 sur la couronne d'Irlande, qui déclarait que la couronne d'Irlande devait être détenue par le monarque régnant d'Angleterre, ainsi que des appels anglo-irlandais à l'unité avec la Grande-Bretagne.

## Moderne
Le nationalisme britannique est caractérisé comme une "force puissante mais ambivalente dans la politique britannique". Dans sa forme modérée, le nationalisme britannique a été un nationalisme civique, mettant l'accent à la fois sur la cohésion et la diversité du peuple du Royaume-Uni, de ses dépendances et de ses anciennes colonies. Cependant, le nationalisme nativiste est né de la crainte de voir la Grande-Bretagne submergée par les immigrants ; ce nationalisme nativiste anti-immigrants s'est manifesté politiquement dans le British National Party (BNP) et d'autres mouvements nationalistes nativistes. Des hommes politiques, comme l'ancien Premier ministre britannique David Cameron, ont cherché à promouvoir le nationalisme britannique comme une cause progressiste.